# Blendžiava
Blendžiava je řeka na západě Litvy v okresech Plungė (Telšiaiský kraj) a Kretinga (Klajpedský kraj), v Žemaitsku na Žemaitijské vysočině. Pramení 7 km na jihojihozápad od města Plateliai, 4 km na jih od jezera Ilgis u vsi Godeliai. Vlévá se do Salantu 3,8 km od jeho ústí do řeky Minija 1 km na jihovýchod od obce Nasrėnai. Je to jeho levý přítok.

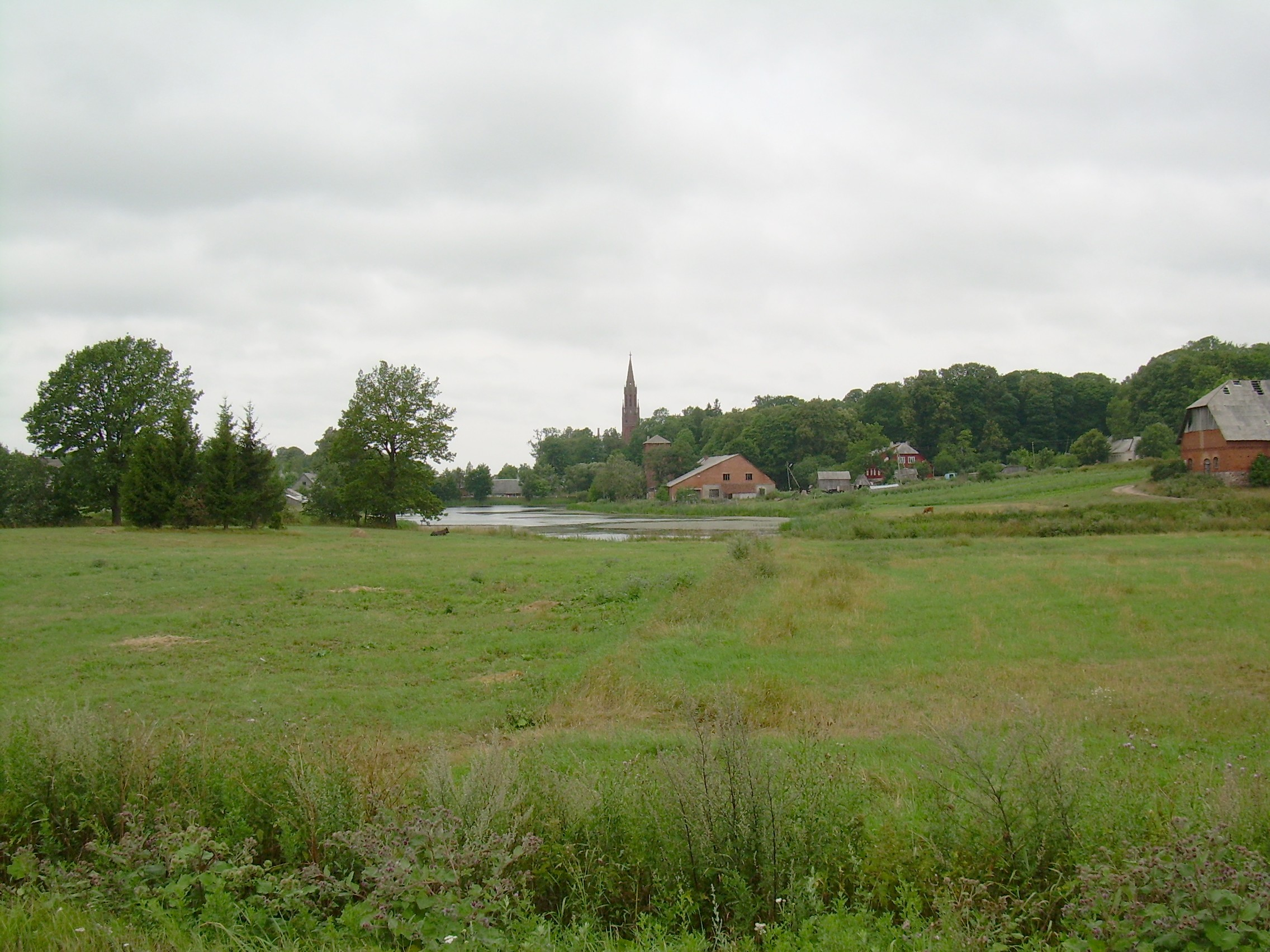
řeka pod kostelem v městě Šateikiai

## Průběh toku
Teče zpočátku směrem západním, protéká Národním parkem Žemaitije, dále protéká městysem Šateikiai ve kterém protéká rybníkem, zde se stáčí poněkud více na sever, obtéká ze severu ves Reketė a stáčí se do směru jihozápadního, později západoseverozápadního. Protéká vsí Skaudaliai, kde se stáčí na jihozápad a vtéká na území Chráněné krajinné oblasti Salantai. Před soutokem se Salantem se stáči na západ. Průměrný spád je 358 cm/km. Dolní tok silně meandruje.

## Obce při řece
- Kadaičiai, Šateikiai, Reketė, Skaudaliai

## Přítoky
- Levé:

| Hydrologické pořadí | Řeka      | Délka (km) | Povodí (km²) | Vzdálenost od ústí (km) | Ústí kde | Koordináty ústí |
| ------------------- | --------- | ---------- | ------------ | ----------------------- | -------- | --------------- |
| 17010427            | Vadaksnis | 4,1        | 5,6          | 27,7                    |          |                 |
| 17010431            | Jonupis   | 4,9        | 2,5          | 12,5                    |          |                 |
| 17010435            | Jonupis   | 7,1        | 12,8         | 0,8                     |          |                 |

- Pravé:

| Hydrologické pořadí | Řeka            | Délka (km) | Povodí (km²) | Vzdálenost od ústí (km) | Ústí kde | Koordináty ústí |
| ------------------- | --------------- | ---------- | ------------ | ----------------------- | -------- | --------------- |
| 17010428            | Karvė           | 7,4        | 12,2         | 23,1                    |          |                 |
|                     | B - 2           | 3,0        | 3,6          | 14,0                    |          |                 |
| 17010433            | Kūlupis         | 5,8        | 5,6          | 6,5                     |          |                 |
| 17010434            | Gedgaudų upelis | 4,9        | 3,8          | 5,9                     |          |                 |